# Jakin et Boaz
Pour les articles homonymes, voir Boaz (homonymie).

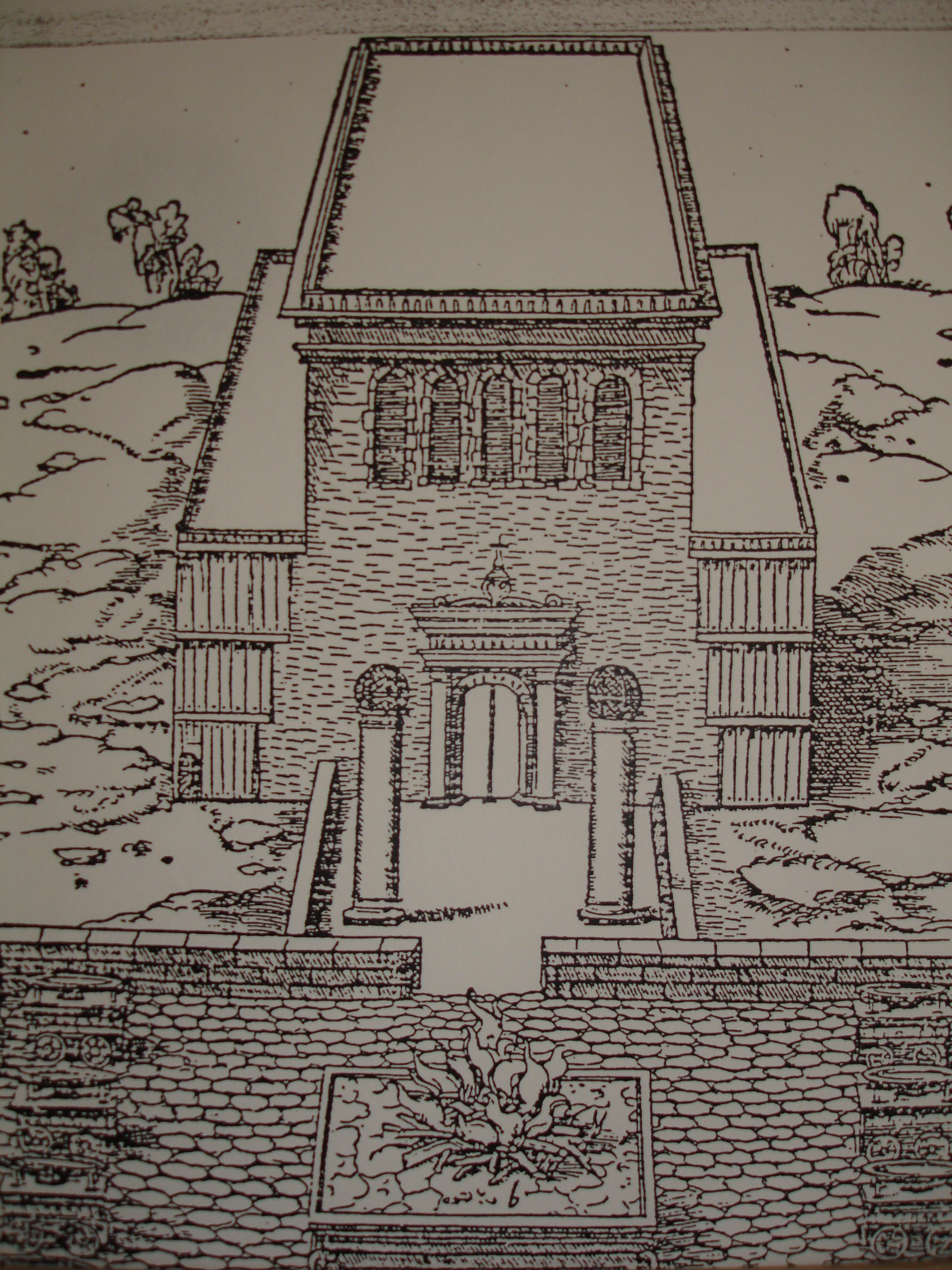
Gravure du Temple de Salomon par Francois Vatable.

Jakin et Boaz sont, selon la Bible hébraïque, les noms des deux colonnes d'airain fabriquées par Hiram et placées par le roi Salomon à l'entrée du Temple de Jérusalem (Premier livre des Rois 7, 13 - 21 ; Deuxième livre des Chroniques 3, 17) : « Il (Le roi Salomon) dressa les colonnes sur le devant du temple ; l'une à sa droite et l'autre à sa gauche ; il nomma celle de droite Jakin, et celle de gauche Boaz. »

## Dans la Bible

### Description
Jakin est une transcription de l'hébreu יָכִין [jaxin] et signifie « Il établit ». Le nom peut également être transcrit Yakhin ; on trouve aussi Jachin en anglais. Dans le texte massorétique de la Bible hébraïque, la colonne de droite s'appelle boaz בועז (« la force en lui »). Dans la Septante, le nom est transcrit Baaz ou traduit par un adverbe (Ισχύς « avec force »). La Vulgate le transcrit Booz. La signification des noms Jakin et Boaz est discutée. Il peut s'agir de qualificatifs pour le dieu d'Israël (« il établit », « en lui la force »). On a aussi suggéré que le rédacteur biblique aurait repris des inscriptions présentes sur les colonnes elles-mêmes. Au XIXe siècle, Wilhelm Gesenius pensait qu'il s'agissait de noms propres, ceux des constructeurs ou de contributeurs à l'édification des colonnes. Pour l'archéologue israélien Shmuel Yeivin, il s'agit de noms de membres de la famille royale. Selon le livre de Ruth, Boaz est l'ancêtre du roi David. Jachin (Yakhîn) existe aussi comme nom propre dans la Bible hébraïque, par exemple dans le livre des Nombres (26.12) . C'est aussi le nom de l'une des vingt quatre familles sacerdotales qui officiaient dans le Temple selon le premier livre des Chroniques (24.16). La mention de ces noms à l'entrée du Temple servirait à renforcer le lien entre le Temple et la dynastie davidique. Selon une autre hypothèse, il pourrait s'agir des premiers mots d'inscriptions liées à des prières ou des hymnes en faveur du roi. Cette hypothèse établit un parallèle avec les traditions mésopotamiennes où les portes portaient des noms qui expriment des vœux pour le roi.

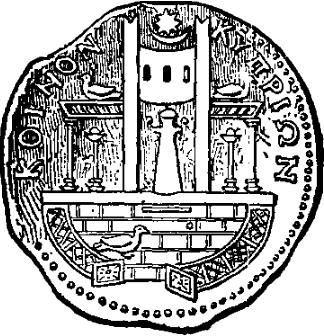
Façade du temple d'Aphrodite à Paphos flanquée de deux colonnes (monnaie romaine)

L'apparence et la nature des colonnes a donné lieu à de nombreuses conjectures. La description du livre de Rois présente des colonnes avec des ornements très élaborés. Elle fait appel à des termes techniques dont le sens est mal compris par la critique moderne. Les chapiteaux sont décorés avec des motifs floraux (lys, grenades). Ils sont couronnés par des éléments architecturaux appelés gula. Ces éléments sont généralement interprétés comme une sorte de récipient, sur la base du parallèle avec l'akkadien gullatu. Le terme se retrouve dans le livre de Zacharie (4.3) où il désigne un récipient placé au somment de la ménorah.

### Fonctions potentielles
La fonction et la disposition des colonnes n'est pas connue. Il peut soit s'agir d'élément de décoration, soit d'éléments structurels pour le Temple. Le texte indique qu'elles sont placées à l'entrée du Temple au niveau du ulam, terme diversement traduit par « porche », « portique », « vestibule » ou « entrée ». La majorité des chercheurs estiment que les colonnes sont placées en avant de l'entrée, avec une fonction décorative et symbolique, sans fonction architecturale. Une telle disposition est bien attestée dans les temples du Proche-Orient ancien. Elle se retrouve dans trois palais du VIIIe siècle av. J.-C. à Dur-Sharrukin en Assyrie. Des représentations de colonnes disposées à l'extérieur de la structure d'un temple existent aussi à Chypre, Sardes, Pergame et Sidon. À Chypre, des colonnes présentes devant l'entrée d'une sanctuaire figurent sur une maquette en terre cuite du VIe siècle av. J.-C., et sur une monnaie romaine représentant le temple d'Aphrodite à Paphos. L'historien grec du Ve siècle av. J.-C. Hérodote mentionne la présence de deux colonnes comme ornement dans le temple d'Héraclès à Tyr. La présence de deux colonnes devant l'entrée du Temple de Jérusalem pourrait avoir une signification symbolique tel qu'un arbre de vie ou pour marquer la présence divine. Les exégètes remarquent que la description des colonnes intervient en même temps que d'autres objets cultuels (autels, mer d'airain) ce qui semble indiquer qu'il s'agit aussi d'ornements. William Albright a proposé d'établir un parallèle avec la représentation  des deux brasiers sur les pilastres d'une tombe hellénistique de Marissa (IIIe siècle av. J.-C.). Les récipients au sommet des colonnes auraient pu servir à alimenter un feu ou à brûler de l'encens. Les colonnes évoqueraient la colonne de fumée qui accompagnait les Israélites dans le récit de l'Exode. Cette colonne de fumée présente à l'entrée du Tabernacle symbolisait la présence divine. Selon une autre hypothèse, les colonnes faisaient partie de la structure du temple. Elles supportaient le porche. Dans ce cas, le temple serait à rapprocher des édifices de type bit hilani répandu en Syrie et en Mésopotamie du nord.

## Franc-maçonnerie
De nombreux temples maçonniques s'inspirent du modèle du Temple de Salomon, avec toutefois une inversion. En effet, les experts affirment que le Temple de Salomon, tel qu'il est décrit dans la Bible, ouvrait vers l'Est alors que la porte des temples maçonniques se situe symboliquement à l'Ouest, comme c'est le cas pour la plupart des églises.
Le Livre des Rois ou le Deuxième livre des Chroniques précisent :
« Il [Hiram] dressa les colonnes dans le portique du temple; il dressa la colonne de droite, et la nomma Jakin ; puis il dressa la colonne de gauche, et la nomma Boaz. » (1 Rois 7,21 traduction Louis Segond)
Différents auteurs , s'appuyant notamment sur le verset 39: « Il plaça la mer [d'airain] sur le côté droit de la maison, vers l’Est, du côté Sud » affirment que toute la description du temple était faite depuis l'Ouest et face à l'Est. Pour eux, dans le texte biblique, le mot « droite » est synonyme de « Sud » et la colonne Jakin se serait ainsi trouvée au Sud et donc à gauche en regardant l'entrée depuis l'extérieur. De nombreux tableaux et tabliers maçonniques montrent en effet la colonne Jakin dans cette position.

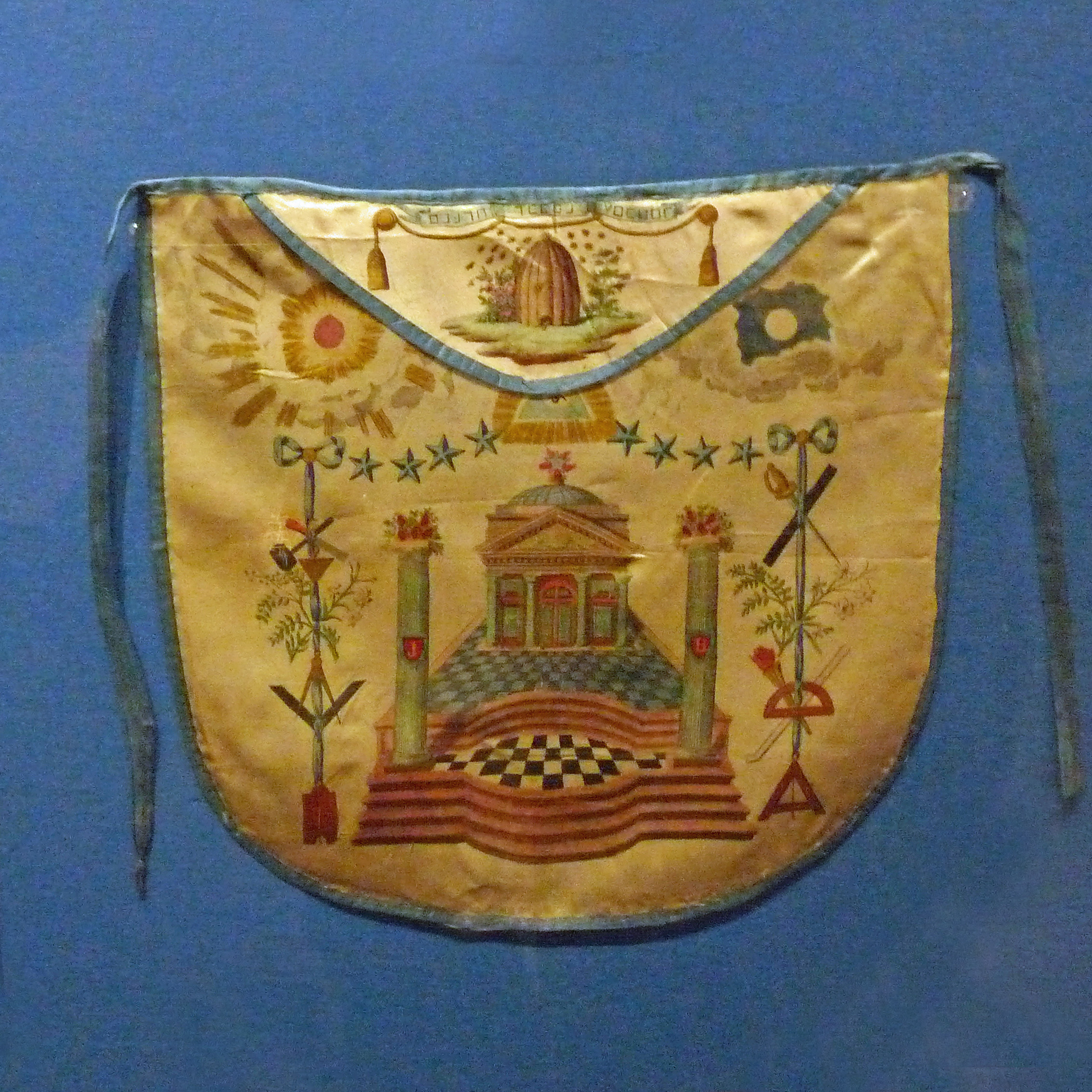
Tablier maçonnique avec les colonnes Jakin et Boaz.
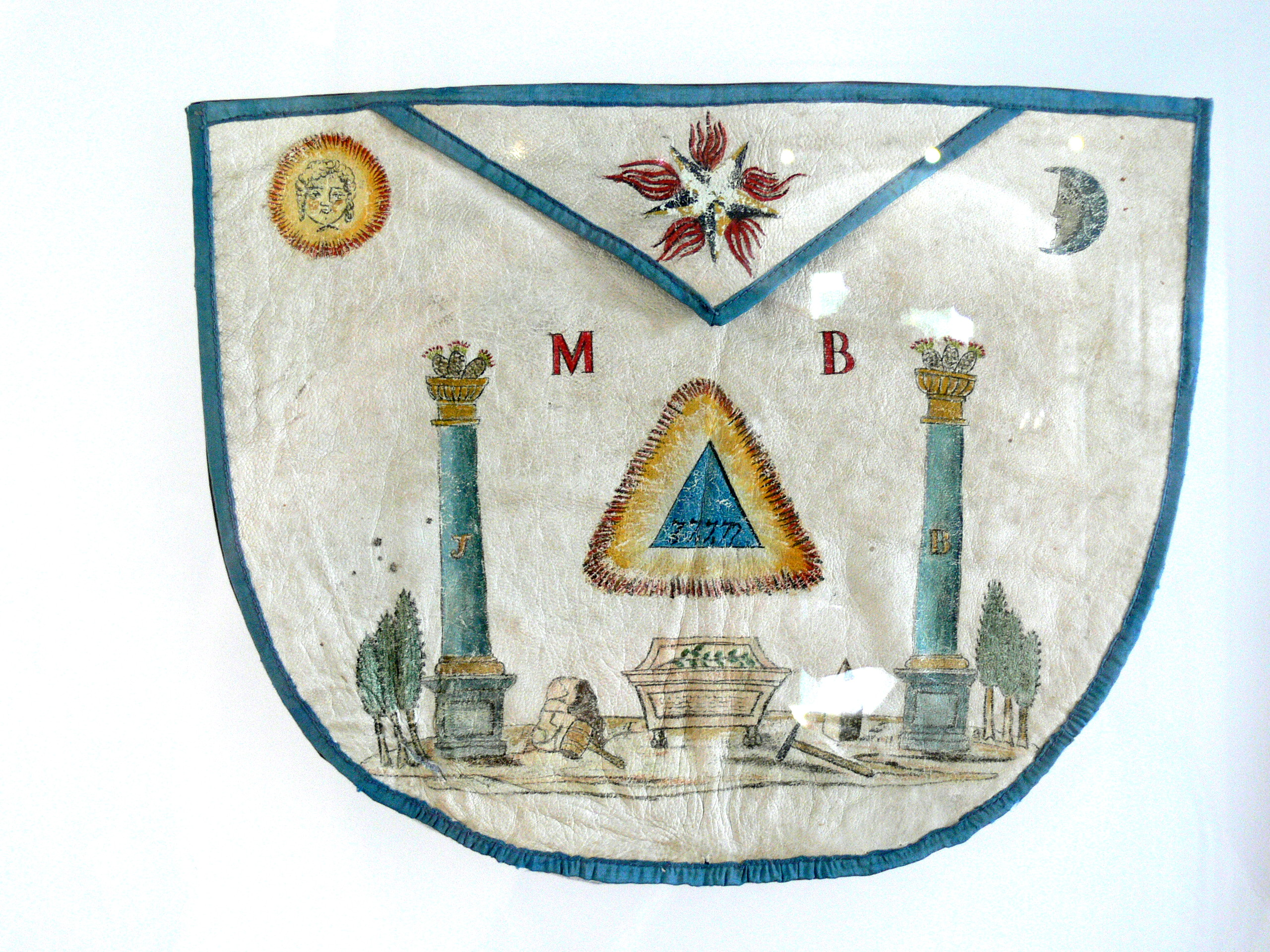
Autre exemple de tablier
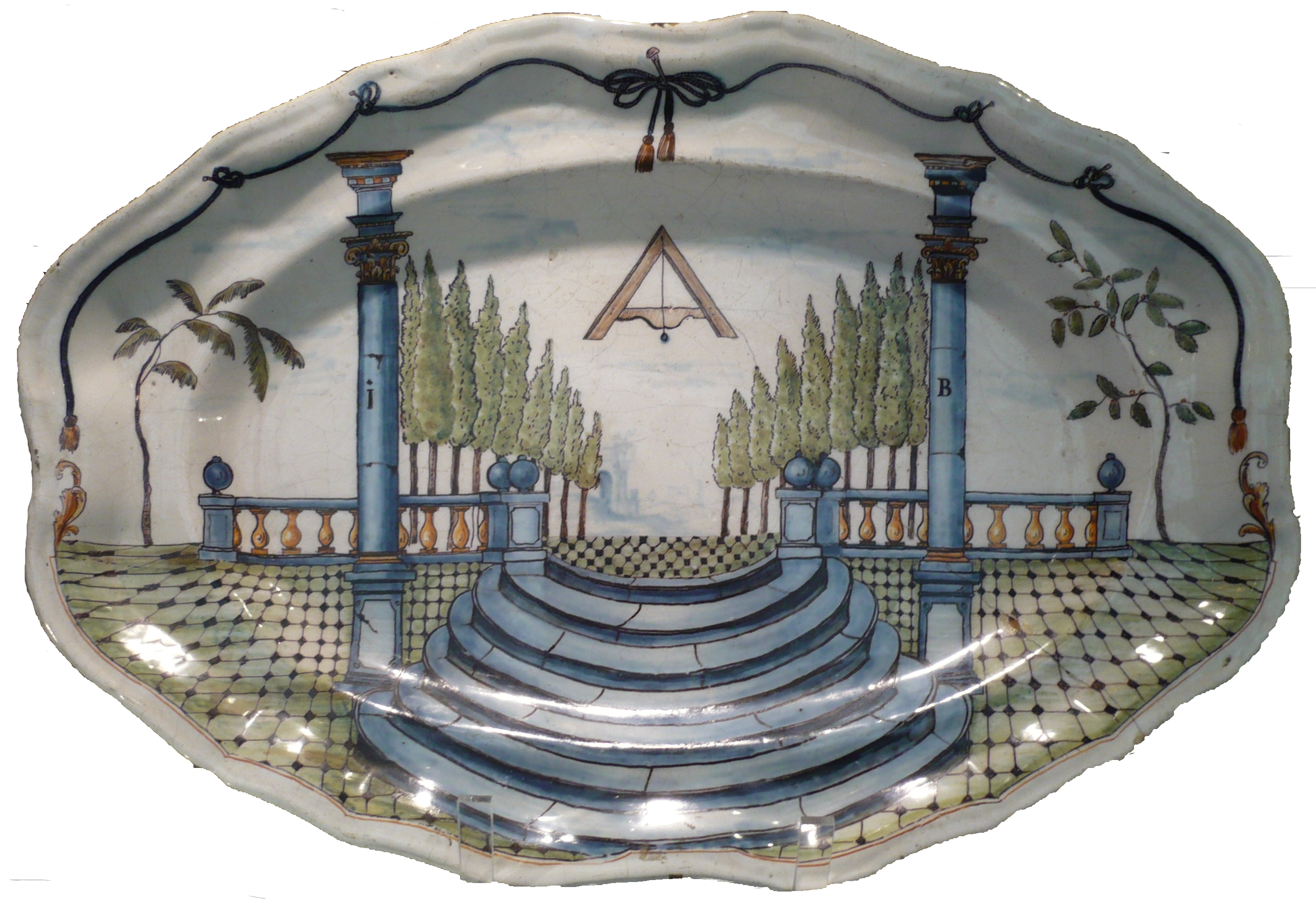
Plat maçonnique du XVIIIe siècle représentant les colonnes Jakin et Boaz.
Position des colonnes Jakin et Boaz dans les deux grandes familles de rites maçonniques.

Mais une divergence sur la position des colonnes dans les bâtiments maçonniques est apparue entre les différents rites. Elle a fait l'objet d'un regain de publications dans certains milieux maçonniques francophones depuis le début du XXIe siècle.
- Dans les rites maçonniques issus du rite dit des « moderns »[N 6], Jakin se situe toujours à gauche en regardant la porte d'entrée du temple maçonnique, mais du fait de l'inversion Est-Ouest, elle se retrouve au Nord de celui-ci[12].

- À l'inverse, dans les rites maçonniques issus du rite dit des « ancients »[N 7], Jakin est restée au Sud, mais elle se retrouve de ce fait à droite en regardant l'entrée du temple maçonnique. Certains auteurs[N 8] interprètent cela comme le signe que le temple maçonnique ne symboliserait pas le Temple de Salomon lui-même, mais un lieu situé devant celui-ci et avant les colonnes.

## Autres symboliques
Dans le jeu de tarot de Rider-Waite, la grande prêtresse est représentée assise entre deux colonnes, l'une ornée de la lettre « B » et l'autre de la lettre « J », en référence à Boaz et Jakin.